# Smírčí kříž v Martinicích
Smírčí kříž stojí, spolu s kamenným krucifixem z roku 1869, u silnice II/490 z Martinic do Horního Lapače v jihovýchodní okraji obce Martinice okres Kroměříž. Je chráněn jako kulturní památka České republiky.

## Historie
Smírčí kříž byl pravděpodobně postaven v první polovině 17. století na památku boje mezi císařskou armádou a vzbouřenými valašskými poddanými, která se uskutečnila v roce 1644. Do státního seznamu kulturních památek byl zapsán v roce 1973.

## Popis
Kříž vytesán z pískovcového monolitu je částečně zapadlý do země. V čelní straně je vyrytý obrys meče. Rozměry jsou udávány pro výšku v rozmezí 1,19–1,20 m, pro šířku (rozpětí ramen) 0,65–0,70 m, pro tloušťku 0,38–0,42 m. Kříž je mírně prohnutý doleva.